# Isokinetische Probenahme
Der Begriff Isokinetische Probenahme oder Isokinetische Entnahme (englisch Isokinetic sampling) bezeichnet ein Verfahren zur Probenahme aus strömenden Fluiden, bei der das in den Probensammler fließende Fluid die gleiche Geschwindigkeit wie das Fluid in der unmittelbaren Umgebung aufweist. Dieses Verfahren, das sowohl bei Gasen als auch bei Flüssigkeiten Anwendung findet, soll dafür sorgen, dass die Partikelanzahl im zu beprobenden Fluid während der Probenahme nicht verfälscht wird.

## Verwendung
In der Emissionsmesstechnik wird aus Abgasströmen größerer Anlagen mittels einer Probenahmesonde durch Absaugen ein Teilstrom entnommen und zum Staubmessgerät geführt. Um zu verhindern, dass durch die Probenahme eine Fraktionierung stattfindet und das Messergebnis verfälscht wird, muss die Absaugung isokinetisch (d. h. geschwindigkeitsgleich) erfolgen. In der Praxis ist dies der Idealfall. Um die geschwindigkeitsgleiche Absaugung zu gewährleisten, werden während der Absaugung mittels einer sogenannten Nulldrucksonde die statischen Drücke in der Gasströmung und in der Probenahmeleitung miteinander verglichen und geregelt.
Wird bei der Probenahme mit einer Geschwindigkeit größer als der Strömungsgeschwindigkeit abgesaugt (hyperkinetische Probenahme), so wird Abgas angesaugt, das die Probenahmesonde hätte umströmen müssen. Die im Abgas enthaltenen Partikel können aufgrund ihrer Trägheit nicht der ihnen aufgezwungenen Änderung der Strömungsrichtung folgen. Der gemessene Staubgehalt ist zu niedrig. Beim Absaugen mit einer Geschwindigkeit kleiner als der Strömungsgeschwindigkeit (hypokinetische Probenahme) strömt Abgas, das hätte eingesaugt werden müssen, um die Probenahmesonde herum. Aufgrund ihrer Trägheit können Partikel der Umlenkung nicht folgen und gelangen in die Sonde. Der gemessene Staubgehalt ist zu hoch. Der Fehler bei zu großer Absauggeschwindigkeit ist geringer als bei einer im gleichen Maße niedrigeren Absauggeschwindigkeit. Dementsprechend bewegt sich das für Staubemissionsmessungen zulässige isokinetische Verhältnis – das Verhältnis der Gasgeschwindigkeiten von abgesaugtem Teilstrom zu Hauptvolumenstrom – zwischen 95 % und 115 %.
In der Messtechnik wird der Begriff des Isokinetischen Verhältnisses als Kenngröße für die Einhaltung der isokinetischen Probenahme verwendet.
Analog verhält es sich bei zu beprobenden Flüssigkeiten.